# Anemone jamesonii
Anemone jamesonii är en ranunkelväxtart som beskrevs av William Jackson Hooker. Anemone jamesonii ingår i släktet sippor, och familjen ranunkelväxter. Inga underarter finns listade i Catalogue of Life.